# Isabella Bossi Fedrigotti
Œuvres principales
De bonne famille
Isabella Bossi Fedrigotti, née le 3 mars 1948 à Rovereto en Italie, est une écrivaine italienne.

## Biographie
Isabella Bossi Fedrigotti a été journaliste dans les rubriques « Culture » et « Mode » du quotidien Corriere della Sera avant d'écrire son premier roman en 1980.

## Œuvre
- Amore mio, uccidi Garibaldi, éditions Longanesi, 1980  (ISBN 883040005X)
- Casa di guerra, éd. Longanesi, 1983  (ISBN 8830400637)
- Diario di una dama di corte, éd. Longanesi, 1984  (ISBN 8830403652)
- Di buona famiglia, éd. Longanesi, 1991  (ISBN 88-304-1005-5) – Prix Campiello 1991

De bonne famille, trad. Danièle Valin, éditions Hachette, 1997  (ISBN 978-2012353152)
- Magazzino vita, éd. Longanesi, 1996  (ISBN 88-304-1334-8)
- Il catalogo delle amiche, éditions Rizzoli, 1998  (ISBN 88-17-86004-2)
- Cari saluti, éd. Rizzoli, 2001.  (ISBN 88-17-86836-1)
- La valigia del signor Budischowsky, éd. Rizzoli, 2003  (ISBN 88-17-87161-3)
- Domani anch'io. Storie di ordinario successo, éd. de l'EGEA, 2005.  (ISBN 88-238-9900-1)
- Il vestito arancione, éd. Corriere della Sera, 2007
- Il primo figlio. éd. Rizzoli, 2008  (ISBN 978-88-17-01762-6)
- Se la casa è vuota, éd. Longanesi, 2010  (ISBN 978-88-304-2785-3)
- I vestiti delle donne, éd. Barbèra, 2012  (ISBN 978-88-7899-533-8)